# フェミニスト地理学
フェミニスト地理学（フェミニストちりがく、英語: Feminist geography）は、地理学をフェミニズムの観点から研究する人文地理学の一分野である。「人間」を対象にすると言いつつも実際は男性の視点に偏ってきた地理学を作り直すことを目的として展開されている。フェミニズム地理学とも呼ぶ。
現実世界における性差に起因した不平等的・抑圧的関係を疑問視し、これらの関係がどのように社会空間に映し出され、そして強化されていくのか、把握を試みており、1970年代からアメリカとイギリスを中心として研究が行われてきた。

## 学史
マクドウェルはフェミニスト地理学の潮流を以下の3つに分類した。
1. 合理主義的・経験主義的フェミニズム
2. 反合理主義（フェミニストスタンドポイント理論）
3. ポスト合理主義（ポストモダンフェミニズム）

しかし、実際は明確に区別されるものではなく、2つの境界にまたがっているものもあるとしている。

### 1970年代中盤～1980年代
フェミニスト地理学の議論が始まった1970年代中盤は、白人の健常男性がつくる公的空間のみに焦点を当ててきた従来の男性中心的な地理学に対する批判という形で展開された。このころの議論では、既婚就業女性が家庭内と職場で二重労働状態にあるとして、生活全般にわたって不利な立場に直面していることが主な検討課題であった。この段階では主婦や母親などの一部の女性が不平等性の表象の対象となり、通勤距離や交通機関へのアクセス、家庭と職場の空間的分断といったものが研究課題の主たるものであった。
1980年代に入ると、マルクス主義や社会主義フェミニズムの影響を受け、地理学、ジェンダー、経済の相互依存関係の説明が試みられるようになる。特に、「社会主義フェミニスト地理学者」と分類される研究者は、資本主義と家父長制の社会のもとでジェンダーが地域経済に変化を与えることによって生じる不均衡について説明し、その改善を試みた。
1970年代から1980年代にかけての研究は男性／女性の二元論に立脚し、性差に注目した研究が多かったと吉田容子は指摘している。

### 1980年代末期～1990年代
1980年代の末期になると、これまで男女の不平等性を合理的に埋めようとするフェミニズムに反して、男女の身体的な違いをあえて認めることによって女性性の価値を強調する反合理主義的フェミニズムが登場した。従来の二元論による肯定的な価値（男性）と否定的な価値（女性）を逆転させることが主な考え方である。
また、ジェンダーとアイデンティティの形成についても議論が始まり、男女間の求職方法の差異やゲイとレズビアンの空間的居住形態の違いについてなどが議論された。

### 1990年代以降
デヴィッド・ハーヴェイやエドワード・ソジャに代表されるポストモダン地理学者に端を発して空間論的転回が起こり、ポストモダニティの考え方が提起された際、フェミニスト地理学者は当初その概念に懐疑的であった。しかし、フェミニズムの理論がジュディス・バトラーによる『ジェンダー・トラブル』以降、ポストモダンフェミニズムへと移行していたこともあり、個別的な差異を生み出す差異としてのジェンダーが「空間」「場所」の問題として議論されるようになる。それ以降、「多様な女性のアイデンティティの構築における場所の重要性の議論」が主要課題となった。
また、男性解放運動が盛んになり、社会学を中心にマスキュニティー（男らしさ）研究が進むと、地理学においてはフェミニスト地理学に分類されて研究が行われている。
ルイーズ・ジョンソンは、21世紀に入り、フェミニスト地理学研究のアジェンダは変化し、差別に対する怒りや緊急性は解消したようにみえると指摘している。

## 研究

### 視点
近代化によって職住分離が進むと、「男性の空間」たる職場や街などの公的空間、「女性の空間」たる家という私的空間が切り離された。したがって、女性にとっては公的空間で男の視線にさらされたり、夜道で恐怖を覚えたり、育児によって移動に難儀するなどといった困難さが生じるが、従来の地理学では等閑視されてきた。フェミニスト地理学ではこれまで注目されなかった女性の視点に焦点を当てた。

### 研究内容
研究の具体例をいくつか例示する。
- イギリスにおける製靴産業の立地展開に、ヴィクトリア朝時代の性別規範や年齢分業などの「道徳」が影響を及ぼしていたとする研究[11]
- 女性は性犯罪の対象となるため、時間帯や地域によっては恐怖の感情が喚起されることによって、女性が男性と比較して公共空間へのアクセスが限られるとする研究[12]
- 女性は家事・育児と仕事を両立するために男性と比較して通勤距離が短くなるとする研究[7]
- ゲイは自由を獲得するために物理的な空間の支配を試みるが、レズビアンは働きながら子育てをする必要性や男性からの暴力の逃避のためにコミュニティのネットワークを重視するとする研究[7]

## フェミニスト地理学の問題点
スーザン・ハンソンは地理学がこれまで空間や場所の際に着目してきたが性別的な差異には注意を払ってこなかった一方、フェミニズムは性別的な差異を強調するが地理的な場所の差異を等閑視してきたことを挙げ、相互補完性の乏しさを指摘している。
ジェンダーに関する議論のうち理論面は高度に議論されている一方で、現実の問題からは乖離していると指摘するフェミニスト地理学者も現れ、抽象化を試みる研究より認識論的アプローチに基づく実証レベルでの研究を支持する声が多く出るようになった。
リッキー・サンダースは、マルクス主義の影響を受けた研究では、「家庭の中に隔離された母」や家族の概念が白人ブルジョア層の文化的価値観に基づくものであるとして、フェミニスト地理学において黒人女性が不可視化され、人種の問題を消してしまっていると批判している。

## 代表的なフェミニスト地理学者
- リンダ・マクドウェル
- リズ・ボンディ
- スーザン・ハンソン（英語版）
- ドリーン・マッシー
- ジリアン・ローズ